# Heinz von der Way
Heinz von der Way (* 22. Januar 1888 in Krefeld; † 20. Februar 1973 ebenda) war ein deutscher Gebrauchsgrafiker und Maler.

## Leben

### Kindheit, Jugend und Studium
Heinz von der Way wurde als jüngstes von acht Kindern eines Bäckermeisters in Krefeld geboren, wobei die ersten drei bereits im Kindesalter verstarben. Neben der Volksschule besuchte Heinz von der Way die Knabenzeichenschule in Krefeld. Bei einem Freund der Familie absolvierte er eine Ausbildung zum Dekorationsmaler. Nach deren Abschluss besuchte er ab 1905 die Handwerker- und Kunstgewerbeschule Krefeld. Er begann sich mit geisteswissenschaftlichen Themen und Schriften zu beschäftigen, wie deutschen Klassikern und Shakespeare sowie den Philosophen Schopenhauer und Kant. An der Kunstgewerbeschule wurde der bekannte Maler Jan Thorn Prikker (1868–1932) sein hauptsächlicher Lehrer, unter dessen Einfluss er anfangs auch Textilien wie Batiken entwarf. Ein Mitschüler war der spätere Künstler und Grafiker Heinrich Campendonk (1889–1957), der während des Nationalsozialismus in die Niederlande emigrierte. Von der Way musste sein ursprüngliches Berufsziel Zeichenlehrer verwerfen, da seine Elementarschulbildung hierzu nicht ausreichte. Stattdessen hoffte er, „als Gebrauchsgrafiker das Geld zu verdienen, um als Maler frei arbeiten zu können.“ Daher entschied er sich für eine freie Tätigkeit als Gebrauchsgrafiker.

### Gebrauchsgrafiken, erste Ausstellungen und soziale Bindungen
Auf einer Wanderung mit der Krefelder Ortsgruppe des Eifelvereins lernte Heinz von der Way seine spätere Ehefrau Marya Büttner kennen. Nach Abschluss des Studiums an der Kunstgewerbeschule lernte er in enger Zusammenarbeit mit dem vielseitig tätigen Düsseldorfer Maler Wilhelm Krapoth das Porträtieren, aber auch Naturstudien und Landschaftsmalerei. Der während des Studiums entstandene Freundeskreis um von der Way, welcher den Kunstschmied Paul Sieben, den Architekten Eugen Bertrand, den Buchdrucker Ernst Düsselberg und die Malermeister Jupp Lemm und Karl Esser einschloss, richtete sich in der Werkstatt Siebens ein gemeinsames Atelier ein, in dem von der Way erste Werbegrafiken sowie Messe- und Ausstellungsstände entwarf. Schon bald konnte er seine Arbeiten ausstellen, etwa um 1912/1913 im Kaiser-Wilhelm-Museum. Daneben lernte er bei dem Maler und Grafiker Reinhold Gruszka das für die Gebrauchsgrafik wichtige Fach „Schrift“.
Im Ersten Weltkrieg wurde von der Way in den Landsturm einberufen. Nach einer Erkrankung an der Ruhr wurde er im folgenden Jahr in Frankreich als „Fotogrammeter“ eingesetzt. Dort wertete er Luftbilder aus und übertrug die daraus gewonnenen Informationen in Karten. Mit Hilfe solcher Übersichten konnte in einem Fall ein gegnerisches Eisenbahngeschütz entdeckt und zerstört werden, woraufhin von der Way mit dem Eisernen Kreuz Zweiter Klasse ausgezeichnet wurde. Nach der Rückkehr aus dem Krieg heirateten Heinz von der Way und Marya. 38 Ölgemälde, darunter 17 Porträts, entstanden allein im Jahr 1919. Seine Ausstellungen wurden im Kaiser-Wilhelm-Museum und in anderen Städten an Rhein und Ruhr sowie in Baden-Baden gezeigt.

### Durchbruch als Gebrauchsgrafiker
1920 konnte er für eine städtische Publikation die Anzeigen von etwa zwei Dutzend inserierenden Krefelder Firmen gestalten. So entstand die Zusammenarbeit als „künstlerischer Beirat“ mit der Chemischen Fabrik Stockhausen, die bis in den Zweiten Weltkrieg anhielt. Darüber hinaus lehrte von der Way zwischen 1919 und 1922 an der Knabenzeichenschule. 1920 und 1923
kamen die Töchter Freya und Gisela auf die Welt. Als neuer Vorsitzender des Deutschen Reklame-Verbandes organisierte von der Way die 1925 stattfindende Krefelder Verkehrs- und Werbewoche. Angeregt durch seine Gespräche mit dem Oberbürgermeister Johannes Johansen, baute die Stadt an der Windmühlenstraße in Krefeld-Bockum zwei Doppelhäuser mit vier Atelierwohnungen für freischaffende Künstler, die von der Ways Freund Eugen Bertrand entworfen hatte. Eine der vier Wohnungen bezog die Familie von der Way im Jahre 1929.
Kurz darauf erlangte er seinen wohl wichtigsten Auftrag als Gebrauchsgrafiker. Eine Weseler Druckerei suchte einen Künstler, der Bierwerbung für Brauereien herstellen sollte. Er schreibt dazu in seinen Memoiren:

„Bis dahin waren auf solchen Plakaten Flüssigkeiten in Gläsern dargestellt, die eher an Erbsensuppe als an Bier erinnerten. Die Aufgabe lautete, eine Bierglasdarstellung zu entwickeln, die außer einer Flackerklarheit des Bieres auch seine erfrischende Kühle visuell zum Ausdruck bringen sollte. Das erreichte ich durch folgende Tricks: das Bier selbst im Gegenlicht, starke Hell-Dunkel-Wirkung, den Schaum aber im Seitenlicht, der plastischen Wirkung wegen, besonders bei der ‚Pilsener Haube‘. Die Kältewirkung? Ein frisch gezapftes Glas mit kaltem Bier beschlägt. Ein beschlagenes Glas aber hat keine Durchsicht und damit keine Klarheit. Durch das Anfassen des Glases nach dem Zapfen wird der Beschlag teilweise wieder abgewischt und die Klarheit wird an dieser Stelle sichtbar. Durch den Gegensatz wird die Wirkung sogar erhöht. Eine weitere Steigerung erzielte ich durch den ‚Kältetropfen‘, der über die beschlagene Stelle floss und eine charakteristische Bahn hinterließ. Das war der Schlager in der Brauereireklame.“

Wegen dieser völlig neuartigen Darstellungsweise erhielt er daraufhin zahlreiche Aufträge von Brauereien aus dem gesamten Reich. Seine Beschäftigung war für die nächsten Jahre gesichert. Während des Zweiten Weltkriegs führte Heinz von der Way zunächst seine Auftragsarbeiten fort, wurde aber 1943 als Hilfspolizist zum Sicherheitsdienst in Bockum herangezogen. Die Töchter hatten mittlerweile berufliche Anstellungen erhalten: Freya arbeitete im Lyzeum auf der Moerser Straße als Gewerbelehrerin, Gisela bei der Firma Stockhausen als Chemotechnikerin. Kurz nach Kriegsende konnte von der Way seine Plakatarbeiten fortsetzen. Im Jahr 1949 beauftragte ihn der Deutsche Brauerbund mit dem Entwurf verschiedener Bier-Motive und Werbetexte für eine Gemeinschaftswerbung. Beispielsweise sollten Gaststätten für den Biergenuss im Allgemeinen werben, ohne dabei auf bestimmte Marken hinzuweisen.
Die Malerei, vor allem die der Landschaft am Niederrhein sowie die Porträtmalerei, begleitete ihn sein ganzes Leben und überwog seine Tätigkeit als Grafiker etwa ab der Zeit nach dem Tod seiner Frau im Jahr 1959. Seither war er finanziell unabhängiger, sodass es nicht derart ins Gewicht fiel, dass seine Arbeitsweise durch die Fotografie als überholt galt.

### Niederrheinische Künstlergilde
Mit seinen Kollegen Karl Görgemanns, Heinz Kaumanns, Wilhelm Röttges, Edith Strauch sowie Erika und Richard Zimmermann gründete Heinz von der Way 1945 die Niederrheinische Künstlergilde e. V., deren Vorsitzender er 1949 wurde. Vereint durch Platz-, Finanz- und Materialmangel war eine Gruppe gleichgesinnter, aber nicht gleichgerichteter Künstler entstanden. Jeder hatte seinen eigenen Stil ausgeprägt. Verbunden waren sie durch die Liebe zur Kunst und nicht zuletzt zu ihrer Heimat. Entsprechend bezogen sich die Motive häufig auf die Heimatstadt oder den Niederrhein. Die Gruppe  beschrieb sich selbst als „konservativ“. Die Künstler malten weniger „modern“ oder avantgardistisch, sondern wandten sich vom Experimentellen und den übrigen Tendenzen der aktuellen Kunst ab.
Gewissermaßen als ein Gegenpol arbeitete die im selben Jahr gegründete und etwa bis zu Beginn der 1960er Jahre aktive „Künstlergruppe 1945“. Dort wurden bewusst neue Formen gesucht und die Weiterentwicklung der Kunst gefördert. Der Gruppe gehörten Krefelder Künstler wie Fritz Huhnen, Laurens Goossens, Ernst Hoff oder Walter Icks an.
Die „Gilde“-Künstler führten in der Folgezeit fast jährlich gemeinsame Ausstellungen in der Region durch. Bei regelmäßigen „Schlachtfesten“ im Gasthaus „Königshof“ von Heinrich Korff nahmen sie die Werke von zwei oder drei ihrer Kollegen kritisch unter die Lupe, was das gegenseitige Kennenlernen und die eigene Kritikfähigkeit schulen sollte. Außerdem fanden Fachvorträge zu den verschiedensten künstlerischen und literarischen Themen, gemeinsame Ausstellungsbesuche und Fahrten zu auswärtigen Tagungen statt. Der „Königshof“ wurde damals zum neuen Stammlokal der „Gilde“, nachdem hier 1949 eine große Ausstellung und anschließend immer wieder einzelne Werke ihrer Mitglieder gezeigt worden waren. Zwischenzeitlich gehörten der „Gilde“ etwa dreißig Personen an, darunter auch der Grafiker Hermann Kampendonk (1909–1994), Neffe von Heinrich Campendonk, oder die Niederrhein-Maler Franz Deselaers (1912–1989) und Heinrich Gillessen (1910–1997), die zumeist Schüler der früheren Kunstgewerbeschule gewesen waren. Nach dem Tod von der Ways am 20. Februar 1973 verlor die „Gilde“ in der Krefelder Lokal- und Kunstgeschichte schnell an Bedeutung.

## Werke
Das Stadtarchiv Krefeld verwahrt den Teil des Nachlasses, der die Gebrauchsgrafiken sowie einige Unterlagen wie Auftragsbücher oder über die „Niederrheinische Künstlergilde“ umfasst. Auch seine bisher unveröffentlichten Memoiren gehören zu diesem Bestand. Sie sind dort öffentlich zugänglich. Die Gemälde befinden sich zum Großteil in der Verwaltung der Enkelin in Krefeld. Sie sind auch seit den 1990er Jahren immer wieder in Ausstellungen zu sehen, zuletzt in einer Doppelausstellung des Stadtarchivs Krefeld und des Vereins „Kunst und Krefeld e.V.“ im Herbst 2019.